# Карнаухов, Павел Андреевич
Па́вел Андре́евич Карнау́хов (род. 15 марта 1997, Минск) — российский хоккеист, нападающий ЦСКА. Трехкратный обладатель Кубка Гагарина.
Младший брат белорусского вратаря Михаила Карнаухова.

## Карьера
Хоккеем начал заниматься в шесть лет. Воспитанник минской «Юности». Первый тренер — Александр Валерьевич Польшаков.
В 12 лет приехал в Россию и попал на просмотр в детские школы «Витязя» и ЦСКА. Оказавшись в армейской команде, тренировался под началом Вячеслава Павловича Курочкина. Первая серьёзная победа Павла произошла в чемпионате России в 2013 году в Челябинске за 1996-й год.
Дебютировал за «Красную армию» в сезоне 2013/14 против СКА-1946 в тройке с Павлом Подлубошновым и Вадимом Перескоковым.
На Ярмарке юниоров КХЛ в 2014 году ЦСКА выбрал Павла под общим 8-м номером.
В 2014 году в возрасте 17 лет уехал в Канаду в систему клуба «Калгари Флэймз». Два сезона с 2014 по 2016 год провёл в Западной хоккейной лиге в составе «Калгари Хитмен». В 2015 году был выбран на драфте НХЛ под общим 136-м номером командой «Калгари Флэймз».
Вернувшись в Россию в 2016 году, начал выступать за хоккейные клубы «Красная армия» и «Звезда», также дебютировал за ЦСКА в матче против «Автомобилиста».
В сезоне 2016/2017 стал обладателем Кубка Харламова в составе «Красной армии».
За молодёжную сборную России дебютировал на Суперсерии-2016 года в Принс-Джордже против команды WHL (сборной западной лиги). На молодёжном чемпионате мира 2017 года провел семь матчей, набрал 4 (2+2) очка и завоевал бронзовые медали.
Обладатель Кубка мира 2017 в составе «Красной Армии».
В сентябре 2018 года продлил контракт с ЦСКА на два года. Свою дебютную шайбу в КХЛ забросил в сезоне 2018/19 в матче против «Сибири» 5 октября. 24 декабря 2018 года набрал три очка (1+2) в матче против «Нефтехимика» (4:3 ОТ). В плей-офф 2019 года забросил две шайбы в 12 матчах.
19 апреля 2019 года в составе ЦСКА стал обладателем Кубка Гагарина и чемпионом России.
Осенью 2019 года был вызван в национальную сборную России на Кубок Карьяла и Кубок первого канала.
На данный момент является студентом экономического факультета РГУ нефти и газа (НИУ) имени И. М. Губкина.
25 июня 2020 года переподписал контракт с ЦСКА на три года.
1 октября 2020 года сделал хет-трик в матче регулярного сезона КХЛ против «Спартака» (5:4), проведя на льду 12 минут и 20 секунд и сделав три броска. Ранее в 117 матчах КХЛ Павел забросил всего 9 шайб.
30 апреля 2022 года стал обладателем Кубка Гагарина во второй раз.
В регулярном чемпионате сезона 2022-23 годов Карнаухов провёл 60 матчей, в которых набрал 29 (14+15) очков при показателе полезности «+4». В плей-офф на счету форварда 27 игр и 8 (3+5) результативных баллов.
29 апреля 2023 года вместе с командой ЦСКА стал обладателем третьего Кубка Гагарина.
В мае 2023 года продлил контракт с ЦСКА на три года.

## Статистика
| Легенда | Легенда                    | Легенда | Легенда                   | Легенда | Легенда    |
| ------- | -------------------------- | ------- | ------------------------- | ------- | ---------- |
| И       | Количество проведённых игр | Штр     | Штрафное время            | +/−     | Плюс-минус |
| Г       | Голы                       | П       | Голевые передачи          | О       | Очки       |
| -       | Статистика неизвестна      | —       | Статистика не учитывалась |         |            |

## Награды
- Медаль ордена «За заслуги перед Отечеством» I степени (25 февраля 2022 года) — за высокие спортивные достижения, волю к победе, стойкость и целеустремлённость, проявленные на XXIIV Олимпийских зимних играх 2022 года в городе Пекине (Китайская Народная Республика)[6]